# جون مكيون
جون مكيون (بالإنجليزية: John McKeon)‏ (و. 1808 – 1883 م) هو سياسي، ومحام من الولايات المتحدة الأمريكية ولد في ألباني، نيويورك.
وهو عضو في الحزب الديمقراطي الأمريكي .

## التعليم
تعلم في جامعة كولومبيا.